# TEDAE
TEDAE (Asociación Española de Empresas Tecnológicas de Defensa, Seguridad, Aeronáutica y Espacio) es una asociación de empresas de defensa, aeronáutica y espacio de España. 

## Historia
TEDAE se funda el 26 de febrero de 2009 integrando ATECMA (1950’s), AFARMADE (1980’s) y proESPACIO (1990’s). 
En 2021, TEDAE facturó €14.101 millones, lo que representó un 1.4% de la riqueza española.

## Sede
Tiene su sede en Madrid, España.

## Objetivos
El principal objetivo de TEDAE es asumir la representación y promoción de sus Asociados tanto a nivel nacional como internacional.

## Miembros
| - Acatec - Aciturri Aeronáutica - Aernnova - AERTEC Solutions - Airbus Defence and Space - Airtificial Aerospace & Defense Engineering S.A.U. - Álava Ingenieros - Alter Technology Tüv Nord - Altran - Alpha Security and Defense - Applus+ Laboratories - Aritex - Arquimea - ARPA - Autek - Ayesa Air Control - Centum - Cimpa - CRISA - Das Photonics - Delta Vigo - Einsa - Elecnor Deimos - Mecanizados Escribano - Europavia España | - Everis - EXPAL - Expleo - Formecal - General Dynamics European Land Systems - GMV - GTD - Héroux-Devtek Spain - Hisdesat - Hispasat - HV Sistemas - Iberespacio - Indra Sistemas - Olmar S.A. - INESPASA - Instalaza - INSYTE ES - Inventia Kinetics - ITP Aero - Leonardo Hispania S.A.U. - MADES - Masa - MBDA - MECÁNICA DE PRECISIÓN TEJEDOR S.A. - MTorres | - MYC - Navantia - Núcleo - Nammo - PLD Space - Piedrafita - Relats - Rohde & Schwarz - SAES - SCR Drones - Sainsel Sistemas Navales, S.A.U. - Sapa Placencia - Segula - SENER - Sertec - Tecnalia - Tecnatom - Tecnobit - Telespazio - Thales Alenia Space - Thales - TSD Technology & Security Developments - Trigo Group - UROVESA |